# Liberation
Liberation là album phòng thu thứ 8 của ca sĩ-nhạc sĩ người Mỹ Christina Aguilera. Album được phát hành vào ngày 15 tháng 6 năm 2018 bởi hãng thâu âm RCA Records. Đây là album đầu tiên của Christina Aguilera trong 6 năm kể từ album Lotus (phát hành năm 2012). Christina cho biết cô bắt đầu thu âm từ cuối 2014 và trong 2 năm 2015 và 2017. Trong album này, Christina hợp tác với nhiều nhà sản xuất và nhạc sĩ. Pharrell Williams và Linda Perry được mời hợp tác trong thời gian đầu thu âm nhưng sau cùng không được sử dụng trong album, mà thay vào đó là những hợp tác với các cộng sự mới như với Anderson Paak, Kanye West, Che Pope, Mike Dean và Tayla Parx. Album còn có sự góp giọng của Demi Lovato, Keida, Shenseea, Ty Dollar Sign và 2 Chainz ở một số ca khúc trong album.

## Hoàn cảnh sáng tác và phát triển album
Sau khi phát hành album phòng thu thứ 7 Lotus (2012), Christina Aguilera quyết định nghỉ ngơi một thời gian để tập trung vào sự nghiệp âm nhạc và gia đình. Vào tháng 4 năm 2014, Christina xác nhận cô đang trong quá trình thu âm album mới. Lúc này cô đang mang thai đứa con thứ hai. Vào năm 2015, Christina góp mặt trong một vài tập trong phim truyền hình Nashville và hát hai ca khúc mới trong phim. Tháng 10 năm 2015, trong một lần phỏng vấn trong chương trình Today Show, Christina cho biết cô đang trong quá trình thu âm hai album: một bằng tiếng Anh và một bằng tiếng Tây Ban Nha (đây sẽ là album tiếng Tây Ban Nha thứ hai trong sự nghiệp của cô, kể từ sau album Mi Reflejo phát hành hồi 2000). Christina cũng cho biết rằng cô đang phác thảo kỹ lưỡng kế hoạch quá trình thu âm album mới: "Trong vài năm qua, tôi đã và đang chuẩn bị thu thập ý tưởng cho album tiếp theo. Tôi rất nôn nóng gửi tặng đến những người hâm mộ món quà này... Đã lâu lắm rồi!". Năm 2016, Christina quay trở lại chương trình The Voice mùa thứ 10 và trở thành nữ huấn luyện viên đầu tiên (tính đến thời điểm đó) chiến thắng của cả series này với thí sinh Alisan Porter. Trong một lần phỏng vấn để quảng bá cho chương trình The Voice năm đó, Christina tiết lộ album mới của cô sẽ mang chủ đề "Tự do".
Vào tháng 6 năm 2016, Christina Aguilera cho ra mắt ca khúc "Change" để tưởng nhớ cho các nạn nhân trong vụ thảm sát bằng súng tại hộp đêm ở Orlando. Tháng 8 cùng năm, cô phát hành ca khúc "Telepathy" cho phim truyền hình The Get Down. Ca khúc này đã đạt được vị trí quán quân trên bảng xếp hạng Billboard Dance Club Songs. Năm 2018, truyền thông cho biết Christina Aguilera đã hợp tác với Demi Lovato trong album mới và Demi cũng đã xác nhận tin này. Tháng 3 năm 2018, một đoạn ngắn chất lượng thấp của một bài hát mang tên "Masochist" cùng với một bản thâu nháp đầy đủ của ca khúc "Fall in Line" đã bị rò rỉ trên mạng và người hâm mộ đồn đoán rằng đây sẽ là hai ca khúc trong album mới. Ngày 3 tháng 5 năm 2018, Christina Aguilera cho ra mắt đĩa đơn quảng bá đầu tiên của album mang tên "Accelerate" có sự góp giọng của hai ca sĩ nhạc rap Ty Dolla Sign và 2 Chainz cùng với music video của ca khúc. Cùng ngày, Christina cũng xác nhận tên của album mới là "Liberation" cùng với bìa chính thức, danh sách ca khúc và album sẽ được tung lên các kênh âm nhạc trực tuyến để đặt hàng trước.

## Quá trình thu âm
Album bắt đầu được thu âm vào khoảng đầu 2014. Ban đầu, nhà sản xuất đầu tiên được xác nhận sẽ làm việc với Christina Aguilera là ca nhạc sĩ Pharrell Williams. Anh đã viết một ca khúc và Christina Aguilera cho biết là cô rất yêu thích. Năm 2015, Christina xác nhận rằng cô vẫn đang viết nhạc và tập hợp một số bài hát để bắt đầu thu âm. Cuối tháng 11 năm 2015, Christina Aguilera cho biết người nhạc sĩ công sự lâu năm của cô là Linda Perry đang giúp cô thu album. Tháng 2 năm 2017, Christina cho biết cô đang trong giai đoạn hoàn tất album, tuy nhiên cũng trong tháng, Tayla Parx xác nhận cô đang hợp tác với Christina; Da Internz, Kanye West và PartyNextDoor cũng xác nhận đang làm việc với Christina. Tạp chí Billboard sau đó cho biết Christina đã gặp Kanye trong phòng thu Shangri La của Rick Rubin ở Malibu, California trước đó vài tháng sau khi Kanye phát hành album The Life of Pablo năm 2016. Nói về Kanye, Christina cho biết: "Tôi là một fan lớn của Kanye. Bỏ qua những quan điểm gây tranh cãi của anh ấy, tôi nghĩ anh là một nghệ sĩ, một người làm nhạc và một phù thủy giai điệu tuyệt vời. Những nghệ sĩ từ các lĩnh vực khác nhau mà anh chọn để hợp tác cũng rất lý thú." Kanye sản xuất hai ca khúc trong album mới là "Accelerate" và "Maria", là ca khúc mà Christina đặc biệt yêu thích nhất.
Tháng 9 năm 2017, Christina Aguilera trở lại phòng thu để làm việc với Mark Ronson và Anderson Paak. Nói về trải nghiệm hợp tác với Anderson Paak (anh sản xuất 2 ca khúc trong album Liberation), Christina cho biết "Tôi và anh ấy rất ăn ý. Anh ấy luôn nói rằng "Tôi thường xem cô trên chương trình TRL (Total Request Live) hồi đó!". Anh ấy rap rất chất, hát rất có hồn và viết lời cực hay. Và ảnh còn chơi trống giỏi nữa." Tạp chí Billboard sau đó cho biết trong album còn có ca sĩ Demi Lovato góp giọng trong ca khúc "Fall in Line", được viết cùng với ca nhạc sĩ Julia Michaels. Nhận xét về việc chọn Demi để hát cùng trong ca khúc, Christina cho biết: "Ê-kíp làm việc và tôi đã liệt kê ra một vài tên nữ ca sĩ và rồi tôi chọn Demi Lovato. Tôi cần một ca sĩ có thể hát tới những nốt thật cao và Demi đã làm điều đó một cách hoàn hảo, nâng lên một tầm khác biệt. Mới đầu nghe cô ấy trong ca khúc, tôi đã suýt khóc." Ca nhạc sĩ Jon Bellio xác nhận trong một đoạn tweet (đã xoá) anh là người sản xuất ca khúc "Fall in Line". Christina tiết lộ rằng trong quá trình thu album Liberation, cô rất tiếc vì không thể cộng tác được với Cardi B và Childish Gambino. Cardi B thì lúc đó "chưa được nhiều chú ý", nên chính một trong những nhà sản xuất của album đã can ngăn Christina đừng nên hợp tác với Cardi B. Còn riêng với Childish Gambino thì lúc đó anh đang tham gia vào phim truyền hình Atlanta nên cả hai không có thời gian gặp nhau để bàn về vấn đề hợp tác.

## Sáng tác
Theo tạp chí Billboard, Liberation là một album ảnh hưởng bởi phong cách hip-hop và R&B. Christina cho biết: "Với tôi thì không có gì hay cho bằng một giai điệu hip-hop tuyệt vời." Cô cũng nói thêm: "...Nhưng dù sao đi nữa thì tôi vẫn là một ca sĩ hát nhạc soul. Khi bạn đừng gọi tôi với danh hiệu "ngôi sao nhạc pop" và tạm quên đi những gì tôi đã làm cho đến nay, bạn sẽ thấy tôi hát là để mong chạm tới tâm hồn mỗi người. Đó chính là cốt lõi, là cội nguồn, là những gì xuất phát từ trái tim của tôi. Đó mới chính là điều tôi muốn gửi gắm." Tạp chí Billboard nhận xét ca khúc thứ 3 trong album, "Maria", là "một tác phẩm, một hợp tấu giai điệu được phối tinh tế, trong đó có sử dụng một đoạn sample của Michael Jackson và đoạn mở đầu kéo dài trích từ phim "The Sound of Music" được thể hiện với giọng của Christina". Christina tiết lộ rằng tựa đề "Maria" là lấy ảnh hưởng từ nhân vật do nữ diễn viên Julie Andrews đóng trong phim. Cô cho biết thêm: "Khi ở nhà, khi tôi muốn giải phóng con người trong tôi, tôi mở cửa sổ phòng ngủ và cất giọng hát, giả như tôi đang là Julie Andrews trong phim. Tôi thấy mình như trở lại khi xưa, một cô gái nhỏ bé chỉ muốn được hát và hát, không cần quan tâm có chen chân vào một bảng xếp hạng nào cả, không cần quan tâm đến những gì thị trường âm nhạc có gây ảnh hưởng gì đến tôi trong suốt những năm vừa qua và buộc tôi phải theo định hướng mà họ muốn tôi đi theo..."
Phần mở đầu của ca khúc "Fall in Line", hát chung với Demi Lovato, là từ ca khúc "Dreamers". Ca khúc này là về một nhóm các cô gái trẻ bộc lộ mục tiêu của mình gồm 'Tôi muốn là nhà báo', 'Tôi muốn mọi người phải lắng nghe tôi', 'Tôi muốn trở thành vị thủ tưởng'. "Fall in Line" được xem là một ca khúc mang chủ đề nữ quyền. Christina cho biết ca khúc được thu âm cách đây vài năm và trước khi những phong trào nữ quyền như Time's Up và Me Too ra đời. Cô cho biết thêm: "Đây là một ca khúc cần được mọi người biết tới. Bởi vì sau những gì tôi đã chứng kiến khi lớn lên, tôi luôn luôn cảm thấy mình cần phải cất lên tiếng nói mà mẹ của tôi đã không thể nói lên khi tôi còn nhỏ. Cho nên tôi luôn muốn được trở thành người hoạt động bênh vực cho phụ nữ và tất cả những ai không thể lên tiếng cho bản thân mình." Christina cũng giải thích thêm về một ca khúc trong album, "Sick of Sittin'". Đây là một bài hát được xuất phát bởi sự chán ngấy những tù hãm, giam cầm ở một chỗ quá lâu đã khiến bạn thấy chán nản và buông xuôi. Khi bạn tạm hài lòng về điều gì, thì đó cũng có nghĩa là bạn chưa bộc lộ hết khả năng của mình. Đó chính là lúc bạn cần phải đứng lên và tự mở một trang mới cho bản thân."

## Tựa đề và bìa đĩa
Nói về tựa đề của album, Christina giải thích: "Tôi muốn tên album phải mang ý nghĩa giải thoát bản thân tôi khỏi những gì không thuộc hay không đúng với con người mình. đôi khi chúng ta bị mắc kẹt trong một tình huống nào đó rồi tự thấy rằng mình không phải là mình nữa, phải lệ thuộc, phải nghe ý kiến của người khác, bị giam cầm ở một chỗ tù túng. Đó là điều mà tôi nghĩ ai trong chúng ta cũng sẽ có lần gặp phải."
Trong ấn bản tháng 5 năm 2018 của tạp chí Paper, Christina Aguilera xuất hiện trên bìa với gương mặt hoàn toàn không trang điểm và hình ảnh không chỉnh sửa. Christina cho biết "Về cả bản thân và về cả âm nhạc, tôi cảm thấy rất tự do và có thể trút bỏ hoàn toàn để yêu bản thân và vẻ đẹp tự nhiên của mình.

## Phát hành và quảng bá
Ngày 28 tháng 4 năm 2018, Christina có một buổi biểu diễn tại giải đua xe Thể Thức 1 tại Azerbajian. Trong buổi hòa nhạc này, cô công bố một đoạn video quảng bá cho album mới. Ngày 3 tháng 5 năm 2018, ngày phát hành album Liberation ở Mỹ được xác định là ngày 15 tháng 6 năm 2018, và một đoạn phim quảng cáo mang tên "Liberation: Where's Maria?" được tung ra vào ngày 4 tháng 5. Trong video này, Christina tâm sự về nguồn cảm hứng và chủ đề của album. Ngày 9 tháng 5 năm 2018, Christina công bố chuyến lưu diễn Liberation Tour để quảng bá album mới. Đây chính là chuyến lưu diễn đầu tiên của cô kể từ lần lưu diễn Back to Basics hồi năm 2006.
Christina trình diễn ca khúc "Fall in Line" với Demi Lovato tại lễ trao giải Billboard Music Awards vào ngày 20 tháng 5 năm 2018.
Ngày 14/6, Christina trình diễn các khúc "Think", "Fighter" và "Fall in Line" trong chương trình The Tonight Show Starring Jimmy Fallon. Ngày hôm sau, 15/6, cô biểu diễn trong chương trình Today Show và trả lời phỏng vấn của chương trình Total Request Live.

## Đánh gía và phản hồi
Album Liberation nhận được nhiều đánh giá tích cực từ giới chuyên môn. Ở trang Metacritic, album đạt số điểm 71 trên thang điểm 100 dựa trên 16 nhận xét của các nhà phê bình chính thống. Số điểm này mang ý nghĩa "album đáng nghe".
Alim Kheraj từ trang The Observer khen ngợi album vì "Christina Aguilera đã giải phóng bản năng nghệ sĩ của cô gần như xuất sắc".
Brittany Spanos của tờ Rolling Stone khen album Liberation là "đỉnh cao trong sự nghiệp của Xtina" và đánh giá cao "Christina luôn luôn mang đến sự đột phá mới mẻ, không bao giờ dừng ở mức an toàn."
Ở trang The Washington Post, Mesfin Fekadu khen ngợi album "mang tính kết nối rất hoàn hảo" và so sánh album với một album khác của Mariah Carey là The Emancipation of Mimi, phát hành 2005. Anh cho biết: "Christina Aguilera đã làm được điều mà Mariah Carey làm hồi 2005 với album The Emancipation of Mimi, đánh một dấu mốc son quay trở lại với sự nghiệp ca hát để nhắc người hâm mộ rằng đừng bao giờ lãng quên một nữ danh ca."
Nhà phê bình Jon Pareles của tờ The New York Times khen ngợi tính thử nghiệm của album khi đưa vào nhiều thể loại âm nhạc khác nhau và đánh giá: "Giọng ca xuất sắc của Christina thăng hoa và kết nối với từng cung bậc cảm xúc."
Trent Clark từ trang HipHopDX cho biết: "Mặc dù một vài lời bài hát còn hơi "sến", nhưng giọng hát tuyệt vời của Christina trong album Liberation được cân đong đo đếm rất kỹ lưỡng trong từng ca khúc. Đó chính là minh chứng về tài năng không hề suy suyễn của một giọng ca huyền thoại đương thời".
Ở trang AllMusic, Stephen Thomas Erlewine bình luận rằng: "Mới nghe tưởng rằng Liberation là một album tự sự, nhưng thực chất album đã chạm tới trái tim của nhiều người. Đây là một điều không phải album nào làm được."
Claire Lobenfeld từ trang Pitchfork cho biết mặc dù cô không mấy ấn tượng với "giọng hát mang đi từ nốt thấp đến cao dần" như trong hai ca khúc "Pipe" và "Accelerate", nhưng những "nốt chắc và mạnh" như thể hiện trong ca khúc "Fall in Line" đã tạo nên "một bước tiến triển vọng để tái sinh một dòng nhạc pop thuần sắc" như với album The Velvet Rope của Janet Jackson hay album My Love Is Your Love của Whitney Houston.
Nick Levine từ trang NME nhận xét tuy Liberation còn thiếu một chút "tham vọng to lớn và những bài hits như những năm hoàng kim của Christina", thì album này "rất đồng nhất và có khả năng sẽ tái sinh lại sự nghiệp của Christina Aguilera."
Tuy nhiên, Neil McCormich từ tờ The Telegraph lại có ý kiến trái ngược. Anh cho rằng "album mới của Christina quá tham lam khi đưa quá nhiều thể loại nhạc vào. Nào là rock, R&B, soul, hip-hop, reggae và đương nhiên là không thể thiếu dòng ballad đặc trưng của cô, nên đâm ra cả album nghe hơi loạn, người nghe không thấy sự nhất quán." Cùng đồng tình với quan điểm này, Sal Cinquemani từ tạp chí Slant Magazine cũng cho rằng album thiếu sự đồng nhất vì vừa mang tính "cấp tiến" lại vừa mang tính "an toàn một cách khiến người ta thấy khó chịu".

### Đĩa đơn
Đĩa đơn đầu tiên của album, "Accelerate", có sự xuất hiện của ca sĩ Ty Dollar $ign và ca sĩ nhạc rap 2 Chainz, được phát hành ngày 3 tháng 5 năm 2018. Music video của ca khúc cũng được phát hành trên kênh Vevo của Christina Aguilera cùng ngày.
Ngày 11 tháng 5 năm 2018, ca khúc "Twice" được phát hành như đĩa đơn quảng bá cho album.
Đĩa đơn thứ hai là ca khúc "Fall in Line", hát cùng với ca nhạc sĩ Demi Lovato, được phát hành ngày 16 tháng 5 năm 2018.

## Tiêu thụ thương mại
Album Liberation khởi điểm tại vị trí thứ 6 trên bảng xếp hạng Billboard 200 của Mỹ với 68,000 album tương đương được tiêu thụ (trong đó có 62,000 là đĩa CD truyền thống), là album thứ 7 nằm trong top 10 của Christina Aguilera.

## Danh sách bài hát
| Liberation | Liberation                                         | Liberation | Liberation                                                                          | Liberation |
| STT        | Nhan đề                                            | Sáng tác | Producer(s)                                                                         | Thời lượng |
| ---------- | -------------------------------------------------- | --- | ----------------------------------------------------------------------------------- | ---------- |
| 1.         | "Liberation" (intro)                               | |                                                                                     |            |
| 2.         | "Searching for Maria"                              | |                                                                                     |            |
| 3.         | "Maria"                                            | | Kanye West                                                                          |            |
| 4.         | "Sick of Sittin'"                                  | |                                                                                     |            |
| 5.         | "Dreamers"                                         | |                                                                                     |            |
| 6.         | "Fall In Line" (featuring Demi Lovato)             | Christina Aguilera Audra Mae Jonathan Bellion Jonathan "Jonny" Simpson Mark Williams Raul Cubina                                                                     | Jon Bellion                                                                         | 4:06       |
| 7.         | "Right Moves" (featuring Keida and Shenseea)       | |                                                                                     |            |
| 8.         | "Like I Do"                                        | |                                                                                     |            |
| 9.         | "Deserve"                                          | Aguilera Uzoechi Emenike Julia Michaels | MNEK                                                                                |            |
| 10.        | "Twice"                                            | Kirby Dockery | Dockery                                                                             | 4:02       |
| 11.        | "I Don't Need It Anymore" (interlude)              | |                                                                                     |            |
| 12.        | "Accelerate" (featuring Ty Dolla $ign và 2 Chainz) | Aguilera Kanye West Michael Dean Christopher Pope Ernest Brown Carlton Mays, Jr. Badrilla Bourelly Ilsey Juber Taylor Parks Tyrone Griffin, Jr. Tauheed Epps Dockery | West Mike Dean Che Pope Charlie Heat [a] Honorable C.N.O.T.E. [a] Eric Danchick [b] | 4:03       |
| 13.        | "Pipe"                                             | |                                                                                     |            |
| 14.        | "Masochist"                                        | |                                                                                     |            |
| 15.        | "Unless It's with You"                             | Aguilera Eric Frederic John Theodore Geiger II Kaj Hassle Gamal Lewis Thomas Peyton [ 11 ]                                                                           | Ricky Reed                                                                          |            |

Notes
- ^[a]  đồng sản xuất
- ^[b]  có thêm nhà sản xuất

## Lịch sử phát hành
| Vùng     | Ngày phát hành      | Định dạng   | Hãng thu âm | Nguồn                     |
| -------- | ------------------- | ----------- | ----------- | ------------------------- |
| Thế giới | 15 tháng 6 năm 2018 | CD Tải nhạc | RCA         | [ 8 ] [ 9 ] [ 12 ] [ 13 ] |